# Сан-Томазо-Агордино
Сан-Томазо-Агордино (итал. San Tomaso Agordino) — коммуна в Италии, располагается в провинции Беллуно области Венеция.
Население составляет 812 человек (2008 г.), плотность населения составляет 43 чел./км². Занимает площадь 19 км². Почтовый индекс — 32020. Телефонный код — 0437. 
В коммуне почитаем святой апостол Фома, празднование в первое воскресение сентября.

## Демография
Динамика населения:

## Города-побратимы
- Масарандуба, Бразилия (2011)

## Администрация коммуны
- Официальный сайт: http://www.comune.santomasoagordino.bl.it/